# منجی (فیلم ۱۹۹۷)
منجی (به تامیلی: Ratchagan) فیلمی محصول سال ۱۹۹۷ و به کارگردانی پراوین گاندهی است. در این فیلم بازیگرانی همچون آکینی ناگرجونا، سوشمیتا سن، گیریش کارناد و سوکوماری ایفای نقش کرده‌اند.